# Trotteria kalininae
Trotteria kalininae är en tvåvingeart som beskrevs av Fedotova 2007. Trotteria kalininae ingår i släktet Trotteria och familjen gallmyggor. Inga underarter finns listade i Catalogue of Life.